# 슈쿠타소촌
슈쿠타소촌(宿田曽村)은 미에현 와타라이군에 있던 촌이다. 현재의 미나미이세정 동부, 다소우라에 해당한다,

## 역사
- 1889년 4월 1일 - 정촌제 시행에 의해 와타라이군 슈쿠타소촌이 성립하였다.
- 1955년 2월 11일 - 고카쇼정, 호노하라촌, 미나미촌, 가미하라촌의 일부와 합병해 난세이정이 성립하여, 동일 슈쿠타소촌은 폐지되었다.

## 참고문헌
「角川日本地名大辞典」編纂委員会『角川日本地名大辞典 24 三重県』角川書店、1983年